# Aquiraz (kommun)
Aquiraz är en kommun i Brasilien.   Den ligger i delstaten Ceará, i den östra delen av landet, 1 700 km nordost om huvudstaden Brasília. Antalet invånare är 72 651.
Följande samhällen finns i Aquiraz:
- Aquiraz

Omgivningarna runt Aquiraz är en mosaik av jordbruksmark och naturlig växtlighet. Runt Aquiraz är det ganska tätbefolkat, med 144 invånare per kvadratkilometer.